# Charolles
Charolles is een gemeente in het Franse departement Saône-et-Loire (regio Bourgogne-Franche-Comté). De gemeente telde 2.789 inwoners op 1 januari 2022. De plaats is de onderprefectuur van het arrondissement Charolles.

## Geschiedenis
De plaats ontstond op een rotsachtige heuvel bij de samenvloeiing van twee rivieren. Al in de 10e eeuw stond hier een burcht. Charolles hing eerst af van het graafschap Autun en daarna van Chalon-sur-Saône. In 1272 ontstond het graafschap Charolais met Charolles als hoofdplaats. Tussen 1390 en 1477 was dit graafschap in handen van de hertogen van Bourgondië. Zij verfraaiden de stad en versterkten de stadsmuur. De stadsmuur telde drie poorten: de Porte Champagny, Balance en Planche. In de 18e eeuw werden het kasteel en de stadsomwalling die in onbruik waren geraakt, grotendeels afgebroken.
In 929 werd de priorij Sainte-Marie-Madeleine gesticht die zich in 1103 aansloot bij Cluny. De priorij werd in de 15e eeuw grotendeels herbouwd. Ze werd gesloten na de Franse Revolutie en er werd een meisjesschool in ondergebracht. In 1994 kwam er een museum. In 1856 opende Hippolyte Prost een fabriek voor faience in het Château de la Madeleine nabij de voormalige priorij. Deze fabriek sloot de deuren in 1970.

## Geografie
De oppervlakte van Charolles bedroeg op 1 januari 2022 19,98 vierkante kilometer; de bevolkingsdichtheid was toen 139,6 inwoners per km².
De Semence vloeit er in de Arconce.
De onderstaande kaart toont de ligging van Charolles met de belangrijkste infrastructuur en aangrenzende gemeenten.

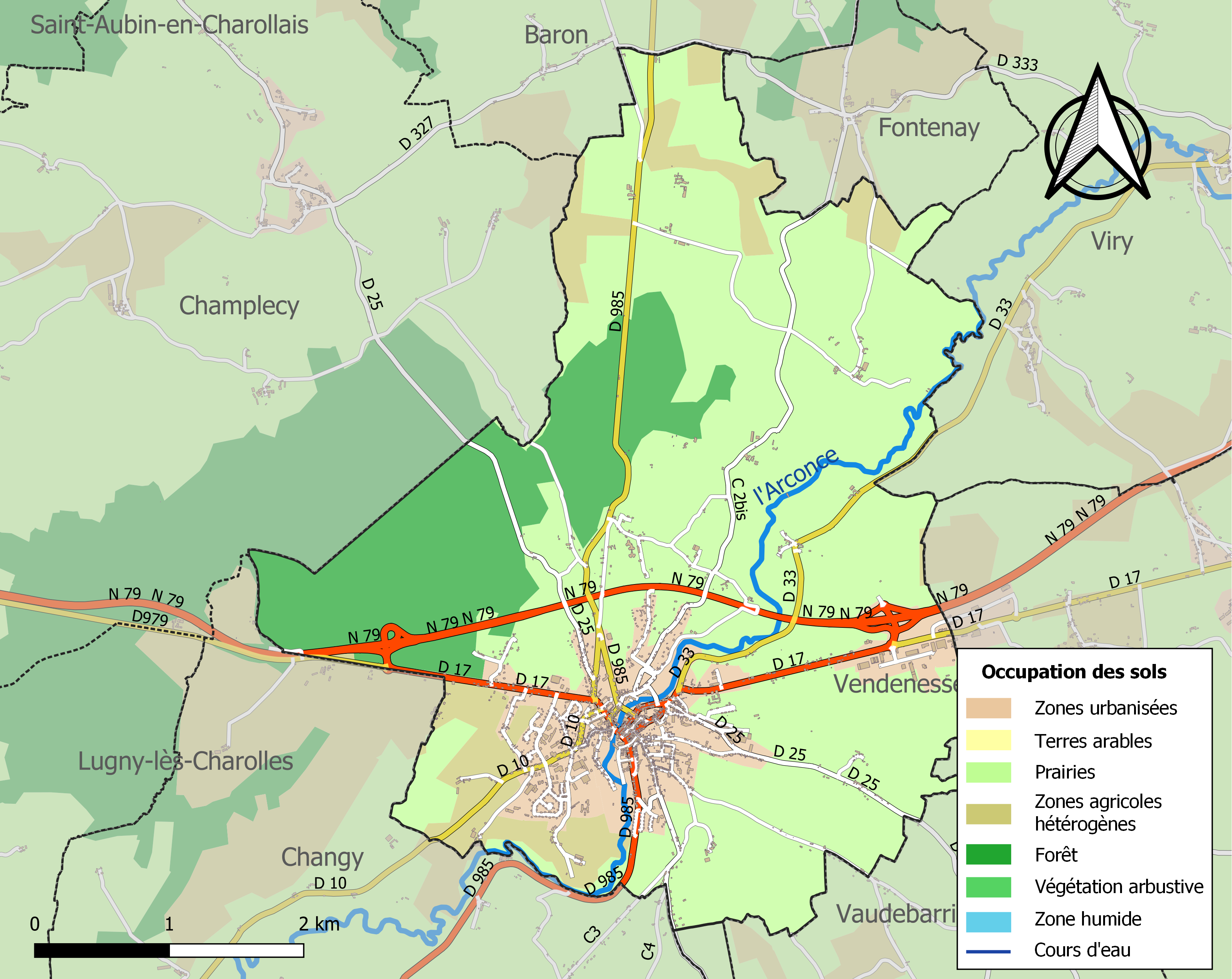

## Demografie
Onderstaande figuur toont het verloop van het inwonertal (bron: INSEE-tellingen).

71106-Charolles-Sols.png

## Bezienswaardigheden
Van het afgebroken kasteel van Charolles zijn twee 15e-eeuwse torens bewaard gebleven: de Tour (Charles-le-)Téméraire en de Tour de Diamants.
De neoromaanse kerk Sacré-Coeur is van 1868. Ze verving de bouwvallig geworden kerk Saint-Nizier (12e eeuw).

### Musea
- Musée du Prieuré, gevestigd in de voormalige priorij Sainte-Marie-Madeleine, met een collectie van faience, schilderijen en beeldhouwwerken;
- Maison du Charolais met een tentoonstelling rond het runderras charolais.

### Galerij

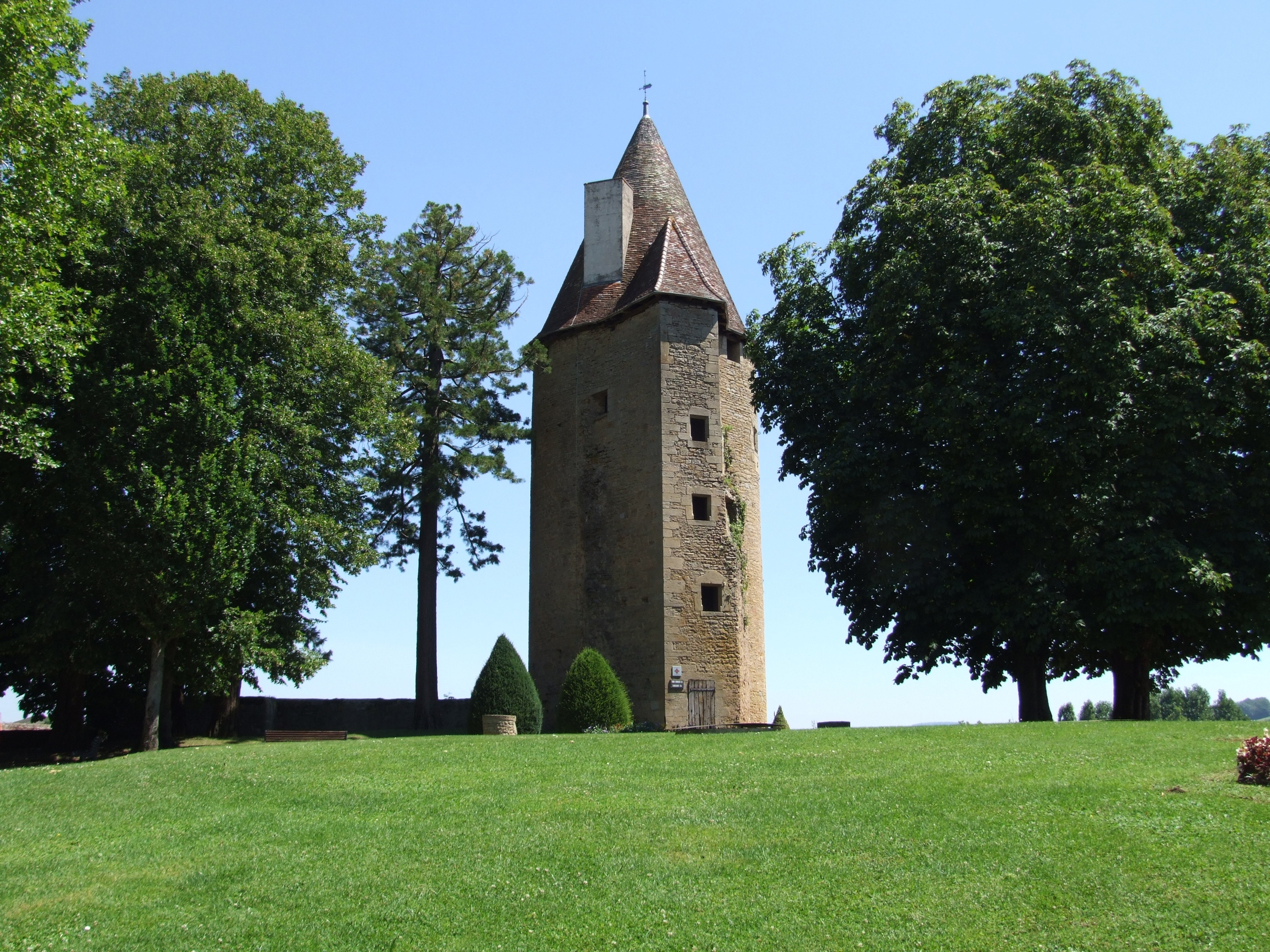
Tour Charles-le-Téméraire
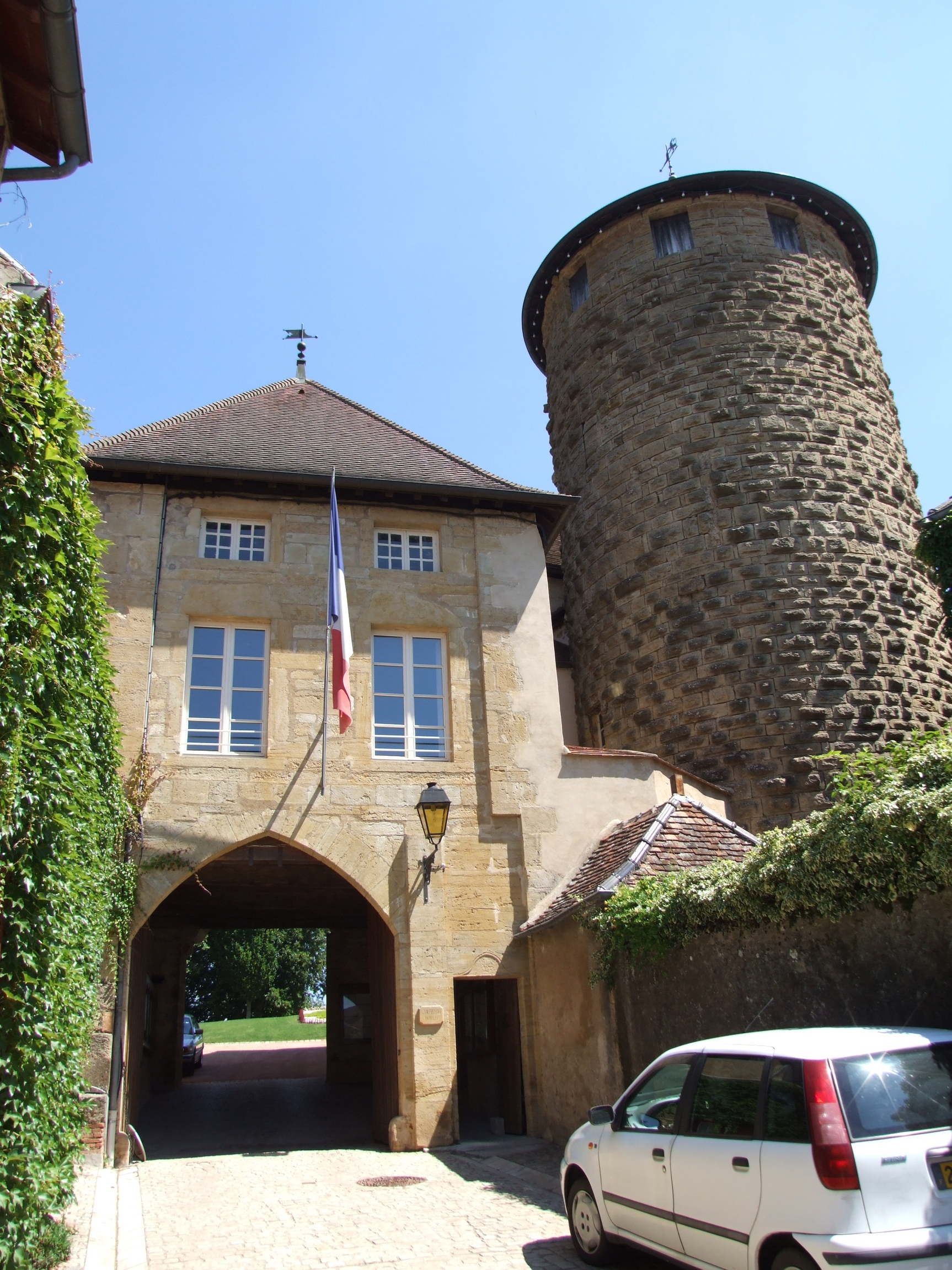
Tour de Diamants
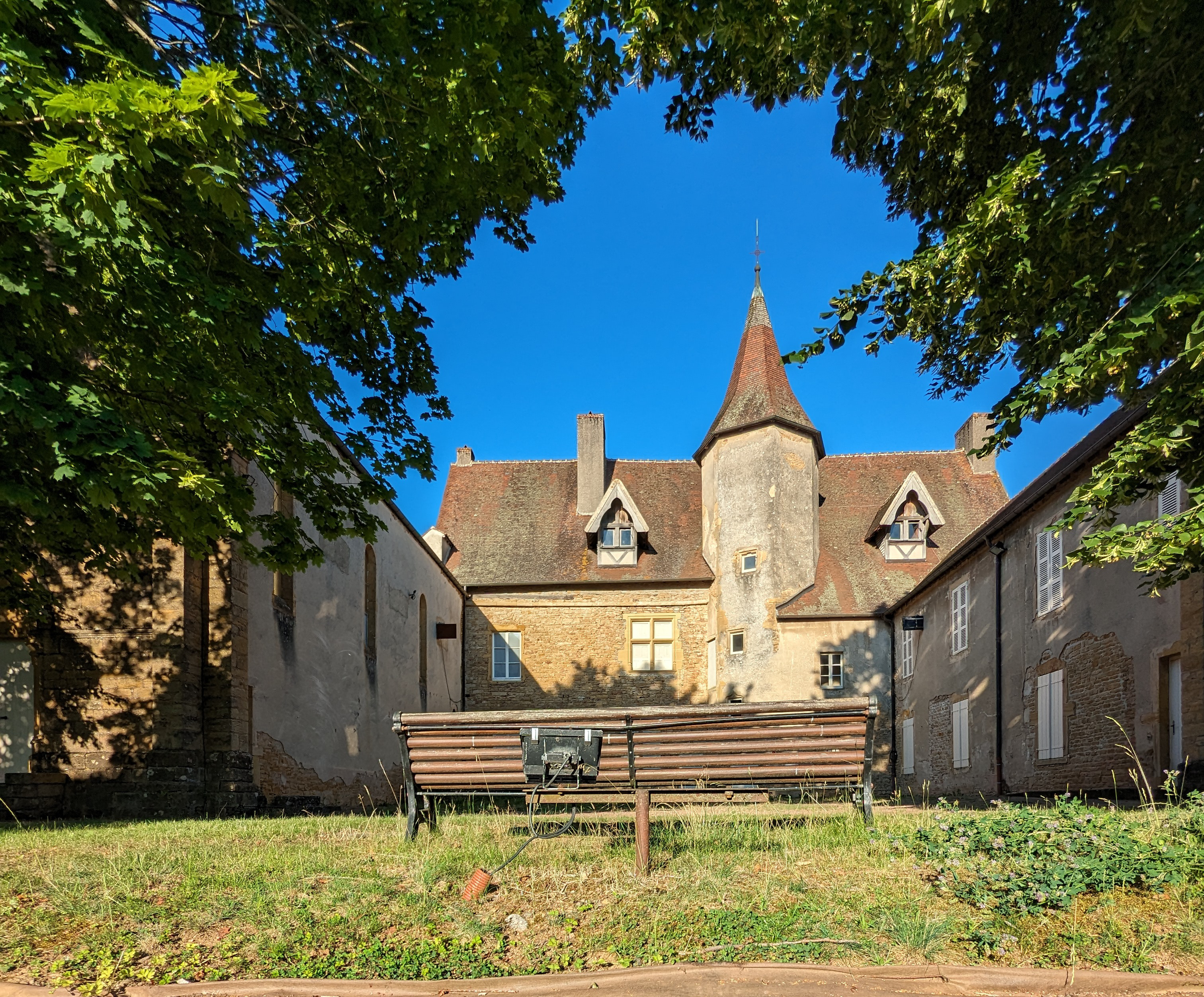
Priorij
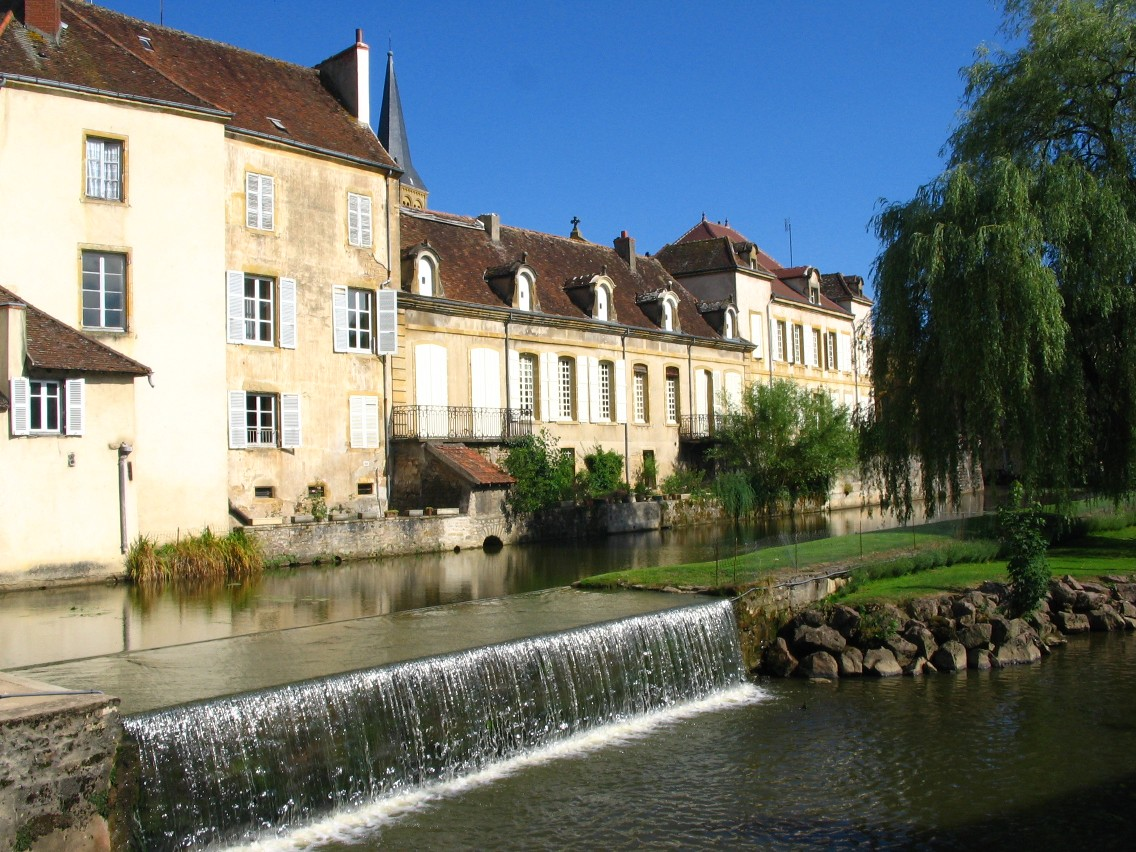
De Arconce
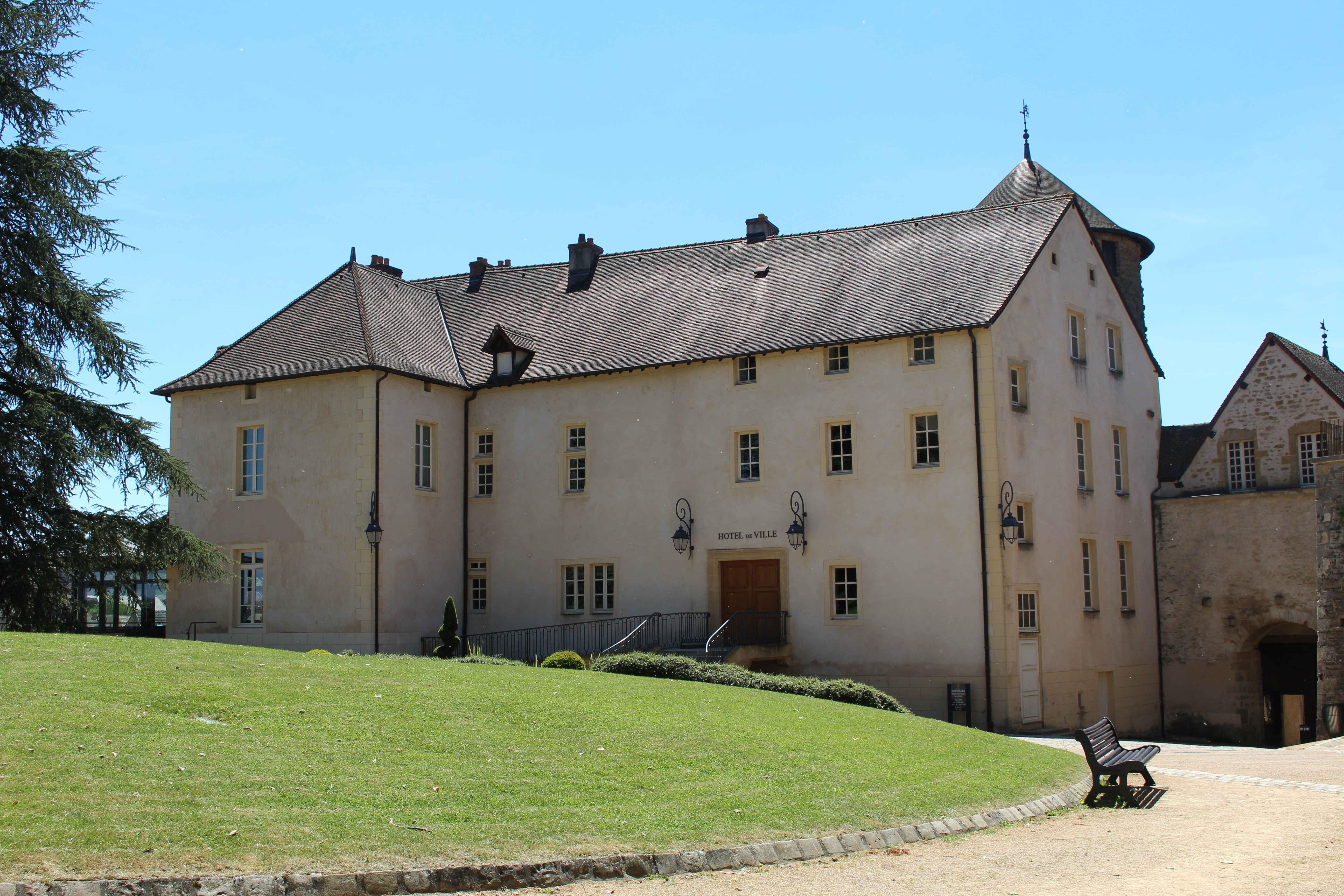
Gemeentehuis
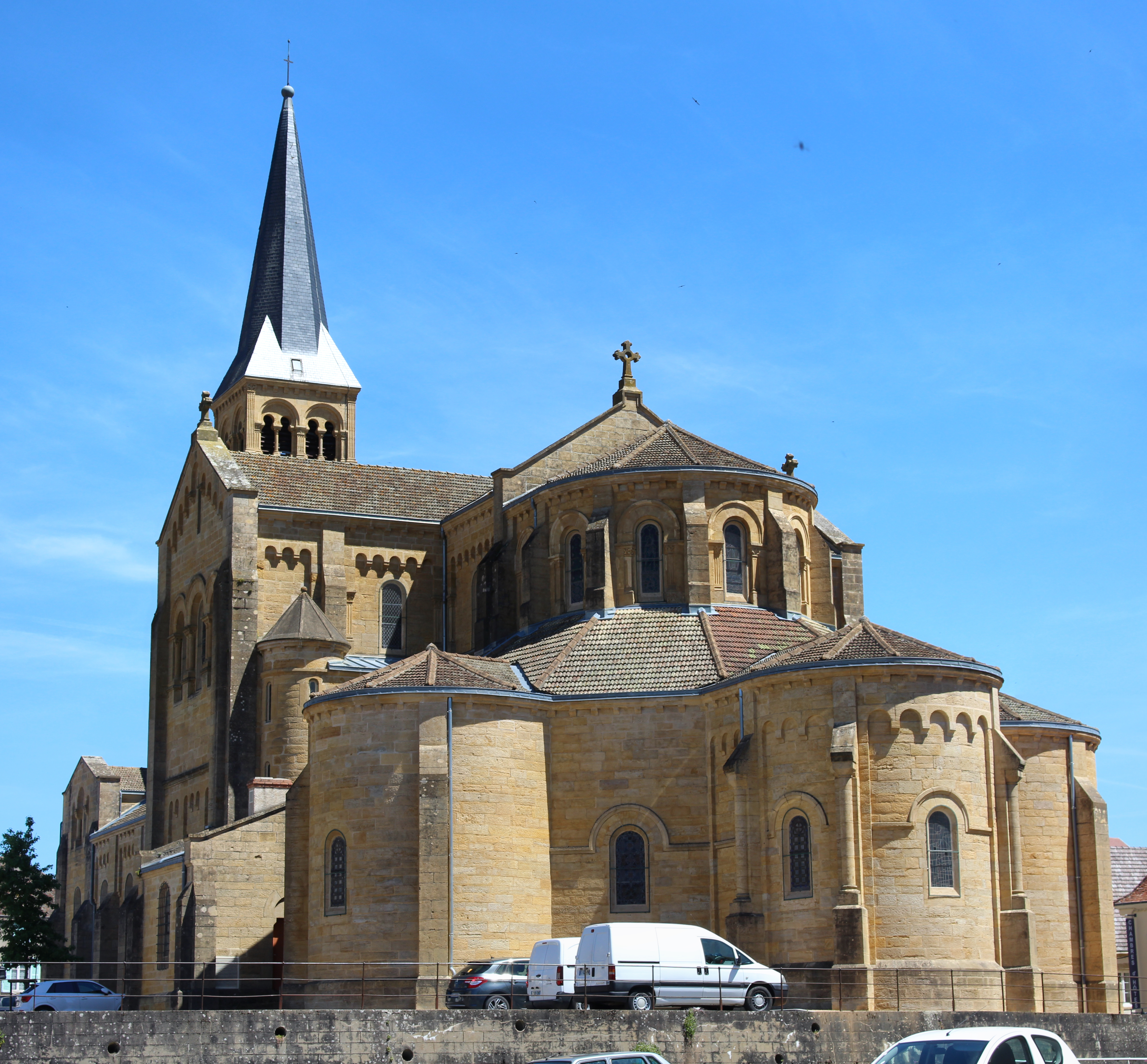
Kerk Sacré-Coeur

## Geboren
- René Davoine (1888-1962), beeldhouwer